# 90 segundos
90 segundos —llamado  90 en sus últimos años— fue un espacio informativo transmitido por el canal peruano Latina Televisión durante dos periodos, entre el 24 de enero de 1983 y el 5 de diciembre del 2000 y entre el 9 de julio del 2001 y el 28 de noviembre del 2021, en que es reemplazado al día siguiente por Latina Noticias.

## Historia

### El microinformativo
La recién fundada Frecuencia 2 (Latina) lanzó el 24 de enero de 1983 una serie de microinformativos denominado "90 Segundos" ya que duraban minuto y medio, estos emitidos cada hora durante su programación. Su primera directora fue Blanca Rosa Vílchez. Meses después, Blanca Rosa y gran parte de su equipo periodístico renunciaron por desacuerdos con los directivos y entró en su reemplazo el periodista Ricardo Müller Montani, quien se caracterizó por dar a este espacio un estilo policial y amarillista, el cual luego adoptaron también otros programas informativos del país. Luego, asumió la dirección general de prensa de Frecuencia Latina hasta su muerte en 1994.

### El especial de 90 segundos
A finales de 1983 surge El Especial de 90 Segundos un resumen de noticias semanales que inicialmente se emitía los días sábados a las 11:00 p.m.; desde marzo de 1984 comenzó a emitirse de lunes a viernes a las 11:00 p.m. como un repaso de las noticias mostradas en los micronoticieros durante el día, con lo que la edición sabatina pasó a llamarse El Súper Especial de 90 Segundos, esta edición fue cancelada a mediados de los años 90 y relanzada en 2007 como Los Sábados de 90 Segundos en horario matutino.
Destacaban además los reportajes de Vicky Peláez y Mónica Chang, cubriendo las escenas de caos y terror que se vivía en la década de 1980 durante la época del terrorismo en el Perú. Además, participaban como protagonistas de la noticia, llegando inclusive a canjearse por otros rehenes durante el conflicto interno.
A fines de 1997, tras los cambios administrativos y reestructuración del área de prensa, el programa pasó a llamarse 90 Segundos, Edición Central o simplemente 90 Segundos.

### Segunda etapa
El 6 de diciembre de 2000, con el retorno de Baruch Ivcher al directorio de Frecuencia Latina, 90 Segundos fue sacado temporalmente del aire, siendo reemplazado a la semana siguiente por un nuevo noticiero denominado Frecuencia al día hasta julio de 2001, cuando se relanza 90 segundos emitiendo a las 10:00 p.m. Los conductores y gran parte del equipo periodístico del canal 2 renunciaron o fueron despedidos.
Años después amplía su cobertura, lanzando en 2007 Los sábados de 90 segundos, en 2009, su edición del mediodía (reemplazada en 2012 por El menú del día y relanzada al año siguiente), y en 2010, su edición dominical.

### Cambio de imagen
En mayo de 2013, con el ingreso de Enfoca Inversiones al directorio del canal, se dan los primeros cambios en el sistema informativo, 90 segundos pasó a llamarse simplemente 90, además de comenzar a producirse en alta definición y sumando a sus emisiones diarias la edición matutina.
Desde finales de 2015, 90, el noticiero es miembro de la Alianza Informativa Latinoamericana, permitiendo compartir información con otras 22 importantes cadenas televisivas de América Latina.

### Transición a Latina Noticias
En abril de 2016, se presentó una nueva escenografía denominada Centro Internacional de Noticias. Además, se renovó el formato, el logo, el equipamiento tecnológico, parte de la plana periodística y la cortina musical.
En enero de 2017, se cambia el formato de la edición central y se mueve al horario de las 7:00 p.m., además se lanza una edición de cierre de jornada a las 11:30 p.m., 90 Noche. En ese mismo año, se abre un segmento de espectáculos en el noticiero de las mañanas, llamado 90 Show, que tiempo después se convertiría en un programa sabatino, el cual se canceló a fines de 2017.
En enero de 2018, se lanzó el noticiero 90 Digital; primero a las 10:00 p.m. y después trasladado a las 5:00 p.m. exclusivamente por Facebook Live. En julio, 90 Noche regresa al aire de lunes a jueves a las 11:00 p.m. Tras la salida de Magaly Medina de 90 Matinal y de su programa La purita verdad, 90 se diversificó con el lanzamiento de 90 Magazine, el cual se mantuvo hasta agosto de 2018, cuando el espacio cambió de nombre a En casa y los noticieros comienzan a usar la marca paraguas Latina Noticias.
El 13 de septiembre de 2021, se canceló la edición noche del noticiero y la edición central pasó al horario de las 10:00 p. m..
El 29 de noviembre de 2021, después de 38 años bajo el nombre "90", el programa se emite bajo el nombre de "Latina Noticias", renovando la gráfica y la cortina musical.

## Presentadores

### 90 Central (1983-2000; 2001-2021)
Anteriormente llamado El especial de 90 segundos (1984-1997) y Frecuencia al día (2000-2001)
- Suzie Sato (1983-1984)
- Elena Pasapera (1983-1994)
- Julio García (1984-1985)
- Viviana Rozza (1984-1988)
- Mario Duarte (1983-1996)
- Amelia Machiavello (1989-1992)
- Cinthia Piedra (1988-1993)
- Rubén García (1990-diciembre de 2000)
- Martha Sofía Salazar (1989-diciembre de 2000)
- Annie Yep (1992-1996)
- Mónica Zevallos (1992-1996)
- Marisol García (diciembre de 2000-marzo de 2002)
- Giancarlo Cappello (marzo-abril de 2002) (interino)
- Jaime Chincha (diciembre de 2000-octubre de 2004)
- Drusila Zileri (marzo de 2002-octubre de 2004)
- Valia Barak (octubre de 2004-mayo de 2009)[4]
- Claudia Cisneros (junio de 2009-marzo de 2010)
- Eduardo Guzmán (octubre de 2004-diciembre de 2009) (2015-2016)
- María Teresa Braschi (1985-1993) (2013-2016)
- Mónica Delta (marzo de 2010-abril de 2016) (abril - noviembre del 2021)
- Lorena Álvarez (abril-diciembre de 2016) (enero de 2020-abril de 2021)
- Raúl Tola (abril de 2016-febrero de 2017)
- Juliana Oxenford (enero de 2017-diciembre de 2019)
- Sigrid Bazán (enero-noviembre de 2020)

### 90 Matinal (2013-2021)
- Marisel Linares (2013-2014)
- Martín Riepl (2013-2014)
- Aldo Mariátegui (2013)
- Romina Antoniazzi (2013)
- Perla Berríos (2014-2015)
- Melissa Peschiera (2014-2015)
- Lorena Álvarez (2015-2016) (2021)
- Giovanna Díaz (2016)
- Alexandra Hörler (2013-2016)
- Carolina Dabdoub (2015-2017)
- Mijael Garrido Lecca (2017)
- Sigrid Bazán (2016-marzo de 2017) (enero de 2018-2019)
- Magaly Medina (2017-2018)
- Pedro Tenorio (2016-marzo de 2017) (septiembre de 2017-2021)
- María Teresa Braschi (2019-2021)

### 90 Mediodía (2009-2012;2013-2021)
Anteriormente llamado El menú del día (2012-2013)
- Marisel Linares (2009-2010)
- Mari Calixtro (2009-2010)
- Claudia Cisneros (2010-2011)
- Karina Chávez (2011-2012)
- María Teresa Braschi (2013)
- Melissa Peschiera (2014)
- Alexandra Hörler (2014-2016)
- Lourdes Túpac Yupanqui (2015-2016) (febrero-marzo de 2017) (noviembre-diciembre de 2020)
- Sigrid Bazán (2016-2017) (2017-2018) (2019-noviembre de 2020)
- Mijael Garrido Lecca (2016-2017)
- Martín Riepl (2018-2019)
- Lorena Álvarez (2018-2020)
- Fátima Aguilar (diciembre de 2020-2021)

### 90 Magazine (2018-2019)
- Mari Calixtro (2018-2019)

### 90 Fin de Semana (2007-2021)
- Mari Calixtro (2007) (2009-2011) (2012-2016)
- Marisel Linares (2007-2011)
- Perla Berríos (2007-2009)
- Karina Chávez (2011-2016)
- Lorena Álvarez (2010-2013)
- Martín Riepl (2010-2012) (2019-presente)
- Carolina Dabdoub (2012-2015)
- Carolina Salvatore (2014-2015)
- Alexandra Hörler (2015-2016)
- Lourdes Túpac Yupanqui (2015-presente)
- José Vásquez (2016-2019)
- Franco Meza (febrero - noviembre de 2021)
- Angie Espejo (2021-presente)

### 90 Digital (2018-2021)
- Mari Calixtro (2018)
- Martín Riepl (2018-2022)
- Steve Romero (2018)

### 90 Noche (2017-2021)
- Lorena Álvarez (2017-2018) (2021)
- Mónica Delta (2018-2021)

### 90 Show (2017)
- Fiorella Rodríguez (2017)

### Bloque deportivo
- Álex Risi (1992-2000)
- Alberto Beingolea (2001-2003)
- Pedro García (2004-2005)
- Phillip Butters (2006-2009)
- Gustavo Barnechea (Participación recurrente entre 2009 y 2017)
- Romina Antoniazzi (2013)
- Alexandra Hörler (2013-2016)
- Gerson Taype (2017-enero de 2019)
- Eddie Fleischman (2018-diciembre de 2019)
- Fernando Egúsquiza (2018-2021)
- Jorge "Coki" Gonzáles (2018-2021)
- Sergio "Checho" Ibarra (2018-2021)
- Talía Azcárate (2020-2021)

### Participaciones especiales
- Luis Rey de Castro (Bloque "La Torre de Papel", 1995-1997)
- Ántero Flores-Aráoz (Bloque electoral "A Boca de Urna", 2000)
- Dennis Falvy (Bloque económico "No negociable", 2003-2006)
- Isabel Rey (Traducción en lengua de señas en 90 Mediodía y transmisiones especiales, 2013-presente)
- Beto Ortiz (Entrevistas en 90 Matinal, 2014)
- Magaly Medina (Bloque de comentarios en 90 Matinal, 2015)
- Marco Loret de Mola (Bloque "Perú, ¿Cómo vamos?", análisis de estadísticas COVID-19, 2020-2021)
- Mónica Delta (Bloque de cuentos infantiles "Mónica te cuenta" en 90 Mediodía, 2020-2021)

## Directores
- Blanca Rosa Vílchez (1983)
- Ricardo Müller Montani (1984-1994)
- Fernando Viaña Villa (1994-1996)
- Iván García Mayer (1996-1997) (2000-2002)
- Guillermo Thorndike Losada  (1997-2000)
- Gilberto Hume Hurtado (2002-2004)
- Renato Canales Montoya (2004-2010)
- Carlos Paredes Rojas (2010-2014)
- Augusto Álvarez Rodrich (2014-2017)
- Marta Rodríguez Koch (2017-2021)

## Cortina musical
El primer tema musical de "90 segundos" fue una fanfarria electrónica extraída del disco TJV 1052 - Electrosonic IDs and logos de Thomas J. Valentino Music, compuesta por Richard Sanders; este poco después fue reemplazado por la parte final del tema musical de la serie Airwolf, esta música se utilizó hasta 1994 en los microinformativos y al final de cada noticia presentada en "El Especial de 90 segundos".
Cuando se lanzó "El Especial de 90 Segundos" en 1984, se utilizó como tema principal la fusión de dos fragmentos de Curious Electric de Jon y Vangelis, desde 1994 se usaron covers mandados a grabar por el canal, basadas en la mencionada melodía.
En 2002 se encargó a Juan Carlos Fernández la composición de un paquete de soundtracks originales para el noticiero, el cual se utilizó hasta 2005.
En 2005 se retomó la práctica de emplear covers de Curious Electric, las versiones utilizadas desde 2007 en adelante, se caracterizaban por ser más simples, las cuales consistían en un fondo repetitivo y acompañado por varios "ding dong". La última versión se usó desde el 13 de mayo de 2013 hasta el 4 de abril de 2016.
La última cortina musical de 90 se estrenó en abril de 2016, producida originalmente por el compositor peruano Pedro Flores.
Entre 2017 y 2021, se utilizó soundtrack de 90 central el tema Landscapes, de la banda new wave peruana Blind Dancers, usado como melodía incidental en los titulares y otras secuencias del noticiero.

## Controversias
En 2015, la directiva del canal despidió a la presentadora Perla Berríos después de que esta dejara de aparecer en anuncios publicitarios durante el noticiero. Augusto Álvarez Rodrich, que entonces era gerente de informaciones, aseguró que no era un problema del programa porque se incluía un cintillo explicativo sobre la presencia de «información publicitaria pagada». Maritere Braschi, presentadora del noticiero, afirmó que en el canal hay libertad editorial y que no hay vetos. Berríos acudió a los tribunales y en 2018 ganó el juicio al señalar que había sido despedida por «desnaturalización de contratos de locación de servicios». En 2021, la justicia ordenó el embargo de los bienes del canal al demostrarse que este no había cumplido con los pagos a la presentadora.
En 2018, la directora de contenidos de Latina Televisión anunció su renuncia debido a un segmento de 90 Magazine titulado «¿Cómo convivir con mi pareja y el Mundial?», en el que se daban consejos a las mujeres para no «molestar» a sus parejas durante la retransmisión de la Copa Mundial de Fútbol de ese año.

## Logotipos

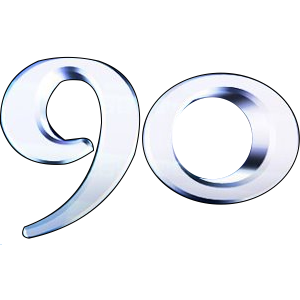
Logotipo usado entre marzo de 2010 y abril de 2016.

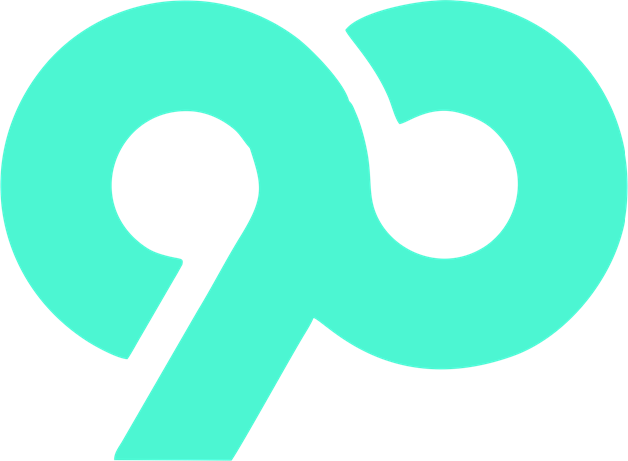
Logotipo usado entre abril de 2016 y julio de 2020.

- 1983-1996: Un mapamundi troquelado en forma del número 90, debajo de este, el texto Segundos inclinado en perspectiva. Debido a las limitaciones tecnológicas de aquel entonces, generalmente se mostraba el texto 90 Segundos escrito en tipografías generadas por las tituladoras de la época y los precarios programas de animación de inicios de la década de 1990.

- 1996-1998: El número 90 en color gris, delante a la derecha, el texto Segundos pintado de azul y rodeado por 2 líneas por encima y debajo. Ambos textos estaban en itálica.

- 1998-2000: El número 90 grande de rojo e itálica, alineado a la derecha. Debajo, el texto Segundos en amarillo y alineado a la izquierda.

- 2001-2002: El número 90 blanco en fuente Futura Black Narrow itálica. Al lado, el texto Segundos en fuente Times New Roman. Detrás de este, está situado un globo terráqueo a la derecha, rodeado por un anillo grueso.

- 2002-2004: Una circunferencia blanca que simula ser un reloj. Dentro de esta, aparece un número 9 grande y a lado un 0 más pequeño; sobre el cero, una manecilla que se convierte en el texto Segundos en fuente Impact.

- 2004-2005: Un reloj digital en donde aparece el número 90, seguido de dos puntos y al lado, aparece el texto 90 seg. Este logo tuvo dos versiones.

- 2005-2006: El número 90 en blanco con fuente Futura Black Narrow dentro de un recuadro azul, basado en el logo de Frecuencia Latina usado en aquella época. Debajo, el texto Segundos

- 2006-2008: El número 90 en azul, alineado a la derecha y con el texto Segundos debajo, alineado a la izquierda y subrayado. Es similar al logotipo usado ente 1998 y 2000.

- 2008-2010: El número 90 con un recorte en el número cero, interpuesto con el texto Segundos en verde.

- 2010-2016: El número 90 sólido y plateado, sin la palabra Segundos.

- 2016-2020: El número 90 en turquesa y formado por curvas gruesas ligadas entre sí. Desde agosto de 2018 se usa una versión modificada del 90, donde se corta el ligamento entre el 9 y el 0 (pese a que en algunos soportes se mantiene aún el logo original del 2016); además del texto Latina Noticias como marca paraguas, la cual aparece completa (o abreviada como LN) junto al logo de 90, por separado o de manera intermitente.

- 2020-2021: El mismo logotipo anterior, pero esta vez en color amarillo sobre fondo azul; en la intro aparecía de forma tridimensional.